# 京畿南道
京畿南道是大韓民國討論中的行政區劃，位於今天的京畿道的漢江和北漢江以南，下轄20個市郡，面積佔京畿道總面積10,175平方公里的5,919.47平方公里。